# アイザック・ハル
アイザック・ハル（Isaac Hull、1773年3月9日 - 1843年2月13日）は、アメリカ合衆国の海軍軍人。最終階級は海軍代将。

## 生涯

### 生立ち
アイザック・ハルは1773年にコネチカット州ダービーに生まれる（ハンチントン（現在のコネチカット州シェルトン）で生まれたとする説もある）。幼い頃から船員であった父のジョセフと共に沿岸の船旅を行い、より遠くは西インド諸島まで航海した。父親が死ぬと、ハルは叔父のウィリアム・ハル（アメリカ独立戦争の退役軍人）に引き取られる。

### 軍歴
1790年代半ば、若きハルは何隻かの商船を指揮し、度々フランスの私掠船による略奪を受けた。1798年、新たに設立されたアメリカ海軍に海軍中尉として任官し、続く2年間で帆走フリゲートの「コンスティチューション」に乗り組み、フランスとの擬似戦争で功績を挙げた。
第一次バーバリ戦争が激化した1802年、ハルは「アダムズ」に中尉として乗り組み、地中海に赴いた。後に「エンタープライズ」、ブリッグの「アーガス」を指揮し、1804年には中佐、1806年には大佐に昇進した。続く数年で彼は砲艦の建造を監督し、1809年、10年にはフリゲートの「チェサピーク」、「プレジデント」、コンスティチューションを指揮した。
コンスティチューション艦長としてハルは波瀾万丈の時を送った。1811年から12年にかけてヨーロッパを巡航し、米英戦争が始まる直前に帰国した。イギリス艦隊は7月に東海岸でコンスティチューションを追撃したが、ハルは巧みにそれらを回避した。1812年8月19日、コンスティチューションはイギリスの帆走フリゲート、「ゲリエール」と遭遇しこれを撃破（USSコンスティチューション対HMSゲリエール）、小さなアメリカ海軍がイギリス海軍にとって十分に危険な敵であることを証明した。米英戦争の残りの期間、ハルはワシントンD.C.で短期間海軍評議委員会の委員を務め、その後ボストン海軍工廠の司令官となった。1823年から27年にかけて彼は太平洋戦隊の指揮官として南米沖で活動した。1829年から35年までワシントン海軍工廠の司令官職を務め、39年から41年まで地中海戦隊を指揮した。

### 晩年
アイザック・ハル代将は高齢と健康問題のため任務を離れ、2年後の1843年にペンシルベニア州フィラデルフィアで死去した。

## 栄誉
アメリカ海軍はハルの栄誉を称え、以下の5隻に彼の名を命名した。
- コモドール・ハル（USS Commodore Hull)
- ハル（USS Hull, DD-7)：ベインブリッジ級駆逐艦
- ハル（USS Hull, DD-330)：クレムソン級駆逐艦
- ハル（USS Hull, DD-350)：ファラガット級駆逐艦
- ハル（USS Hull, DD-945)：フォレスト・シャーマン級駆逐艦

コネチカット州ダービーとシェルトン間を流れるフーサトニック川にかかるコモドール・アイザック・ハル・メモリアル・ブリッジは彼に因んで名付けられた。

## 参照
1. ↑  “Online Library of Selected Images: People — United States”.   Department of the Navy — Naval Historical Center (2003年2月25日). 2007年9月19日閲覧。
2. ↑  "Isaac Hull". MSN Encarta Encyclopedia. 2007. 2009年10月31日時点のオリジナルよりアーカイブ。2007年9月18日閲覧。
3. ↑  “Congressional Gold Medal Recipients Isaac Hull, Stephen Decatur and Jacob Jones”.   Congressional Gold Medal.com. 2007年9月19日閲覧。
4. ↑  “Shelton History Quiz”.   The Electronic Valley (1998年). 2007年9月18日閲覧。
5. ↑  “Biographies in Naval History — Captain Isaac Hull, USN (9 March 1773 - 13 February 1843)”.   Naval Historical Center. 2007年4月27日閲覧。
6. ↑  prepared by Katherine Benson (1998年). “Hull Family Papers, 1825-1998”.   The Jackson Homestead Manuscript and Photograph Collection. 2007年9月19日閲覧。